# Visconde de Santiago
Visconde de Santiago é um título nobiliárquico criado por D. Luís I de Portugal, por Decreto de 20 de Outubro de 1862, em favor de Joaquim Trigueiros Martel, depois 1.º Conde de Castelo Branco.
Titulares
1. Joaquim Trigueiros Martel, 1.º Visconde de Santiago, 1.º Conde de Castelo Branco.